# 三郷村 (群馬県)
三郷村（みさとむら）は、群馬県の中部、佐波郡に属していた村。
村名は3箇村が合併したことによる。現在は伊勢崎市立三郷小学校等に名をとどめる。

## 地理
河川
- 広瀬川、荒砥川、平釜川、赤坂川、神沢川、八坂用水

湖沼
- 波志江沼、蟹沼

## 隣接自治体
- 伊勢崎市
- 佐波郡宮郷村（1955年3月に伊勢崎市へ合併）
- 佐波郡赤堀村（1986年に町制施行、2005年に伊勢崎市と合併）
- 勢多郡木瀬村（1957年に荒砥村と合併、勢多郡城南村を新設、1967年に前橋市へ合併）

## 歴史
- 1889年（明治22年）4月1日 - 町村制施行により、波志江村、安堀村、太田村が合併し佐位郡三郷村が成立する。
- 1896年（明治29年）4月1日 - 郡統合（佐位郡と那波郡の統合）により佐波郡に属する。
- 1955年（昭和30年）1月10日 - 伊勢崎市へ編入される。

## 村長
- 小暮英三郎

## 教育

### 村内の大字
三郷村で使われていた大字は、下記の通り伊勢崎市に編入された際廃止され、新たに町名が設置された。

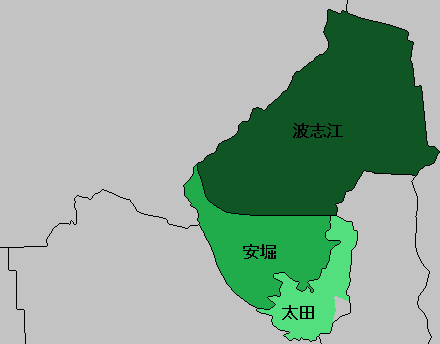

- 波志江(現・波志江町)
- 安堀(現・安堀町)
- 太田(現・太田町)

### 教育
- 三郷村立三郷中学校（伊勢崎市立三郷中学校→伊勢崎市立第三中学校）
- 三郷村立三郷小学校（伊勢崎市立三郷小学校）